# Лі (Небраска)
Лі (англ. Leigh) — селище (англ. village) в США, в окрузі Колфакс штату Небраска. Населення — 435 осіб (2020).

## Географія
Лі розташоване за координатами 41°42′12″ пн. ш. 97°14′26″ зх. д. / 41.70333° пн. ш. 97.24056° зх. д. (41.703261, -97.240679).  За даними Бюро перепису населення США в 2010 році селище мало площу 1,58 км², з яких 1,55 км² — суходіл та 0,03 км² — водойми.

## Демографія
Згідно з переписом 2010 року, у селищі мешкало 405 осіб у 193 домогосподарствах у складі 112 родин. Густота населення становила 257 осіб/км².  Було 216 помешкань (137/км²).
Расовий склад населення:
| - 97,0 % — білих - 2,7 % — осіб інших рас |

До двох чи більше рас належало 0,2 %. Частка іспаномовних становила 3,2 % від усіх жителів.
За віковим діапазоном населення розподілялося таким чином: 20,5 % — особи молодші 18 років, 55,3 % — особи у віці 18—64 років, 24,2 % — особи у віці 65 років та старші. Медіана віку мешканця становила 43,9 року. На 100 осіб жіночої статі у селищі припадало 98,5 чоловіків;  на 100 жінок у віці від 18 років та старших — 101,2 чоловіків також старших 18 років.
Середній дохід на одне домашнє господарство  становив 55 904 долари США (медіана — 52 500), а середній дохід на одну сім'ю — 72 033 долари (медіана — 69 750). Медіана доходів становила 43 125 доларів для чоловіків та 30 813 долари для жінок. За межею бідності перебувало 5,6 % осіб, у тому числі 10,1 % дітей у віці до 18 років та 9,6 % осіб у віці 65 років та старших.
Цивільне працевлаштоване населення становило 297 осіб. Основні галузі зайнятості: освіта, охорона здоров'я та соціальна допомога — 19,5 %, виробництво — 17,8 %, сільське господарство, лісництво, риболовля — 10,1 %, роздрібна торгівля — 9,4 %.